# زدایش سیلیکون پیشرفته
زُدایش سیلیکون پیشرفته (اختصاری اِی‌اس‌ئی) (به انگلیسی: Advanced Silicon Etching) یک فنّ زدایش یون-واکنشی ژرف (DRIE) برای زُدودَن ساختارهای عمیق و نسبت ابعاد بالا در سیلیکون است. ای‌اس‌ئی توسط سیستم‌های فناوری سطحی پی‌ال‌سی (STS) در سال ۱۹۹۴ در انگلستان ایجاد شد. اس‌تی‌اس به توسعه این فرایند با نرخ زُدایش سریعتر ادامه داده است. اس‌تی‌اس فرایند سوئیچ‌شده را که در ابتدا توسط دکتر لارمر در بوش، اشتوتگارت اختراع شد، توسعه داد و برای اولین بار پیاده کرد. ای‌اس‌ئی شامل ترکیب سرعت زُدایش سریعتر به دست آمده در یک زدودن سیلیکون همسانگرد (معمولاً با استفاده از پلاسمای SF۶) با فرایند لایه‌نشانی یا غیرفعال‌سازی (معمولاً با استفاده از فرایند تراکم پلاسما C۴F۸) با جایگزین کردن دو مرحله فرایند. این رویکرد با حفظ توانایی زدایش کردن به‌صورت ناهمسانگرد، معمولاً به صورت عمودی در سامانه‌های ریزالکترومکانیکی (سامانه‌های ریزالکترومکانیکی (مِمس)) به سریع‌ترین نرخ‌های زدایش دست می‌یابد.
ای‌اس‌ئی ادعا می‌کند اچ‌آرام بهبودی نسبت به نسل‌های قبلی طراحی آی‌سی‌پی است که اکنون منبع پلاسمای واتَزویج را در خود جای داده است (در انتظار ثبت اختراع). منبع واتزویج پلاسمای چگالی-بالا تولید می‌کند که اجازه انتشار در یک محفظه فرایند جداگانه را دارد. با استفاده از یک طراحی محفظه تخصصی، یون‌های اضافی (که بر کنترل فرایند تأثیر منفی می‌گذارند) کاهش می‌یابد و توزیع یکنواختی از رادیکال‌های آزاد فلوئور را با چگالی بالاتر نسبت به منابع آی‌سی‌پی معمولی باقی می‌گذارد. چگالی بالاتر رادیکال آزاد فلوئور باعث افزایش نرخ زدایش می‌شود، معمولاً بیش از سه برابر نرخ زدایش که در فرایند اصلی به دست آمده است.

## بیشتر خواندن
- سامانه‌های فناوری سطحی